# 35286 Takaoakihiro
35286 Takaoakihiro è un asteroide della fascia principale. Scoperto nel 1996, presenta un'orbita caratterizzata da un semiasse maggiore pari a 2,6324576 UA e da un'eccentricità di 0,1648983, inclinata di 12,98972° rispetto all'eclittica.